# 액모
액모(腋毛, 영어: underarm hair) 또는 겨드랑이털은 겨드랑이 부분에 나는 털이다.

## 발달

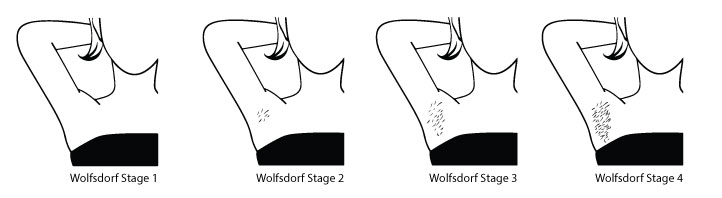
이는 어린이의 겨드랑이 털 발달에 대한 볼프스도르프 분류법을 보여주는 그림이다.

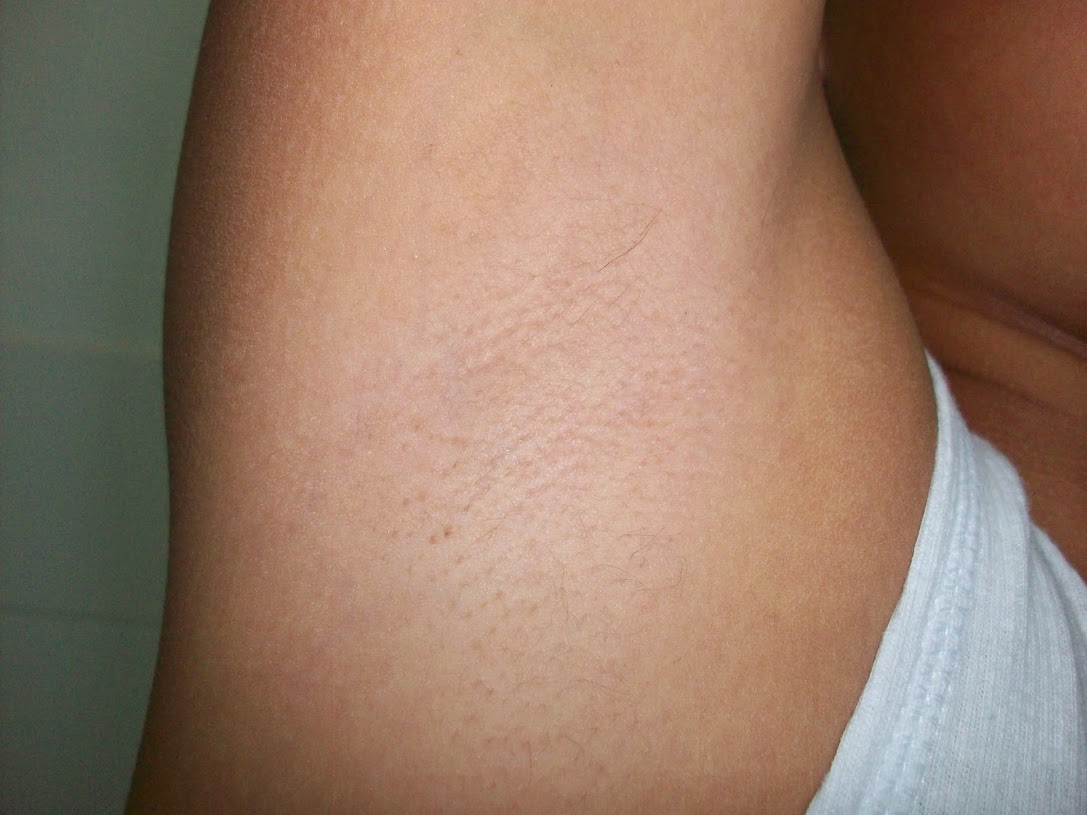
사춘기 남성의 겨드랑이, 이 단계의 특징인 짧고 흩어진 털에 주목하시오.(Wolfsdorf 2)

겨드랑이 털은 4단계의 발달 단계를 거치는데, 이는 부신 운동 중 남성과 여성의 부신에서 생성되는 약한 안드로겐과 사춘기 남성의 고환에서 테스토스테론이 생성되면서 발생한다.
인간의 겨드랑이 털의 중요성은 불분명하다. 자연스럽게 땀이나 기타 습기를 피부에서 흡수하여 환기에 도움이 될 수 있다. 이로써 냄새를 생성하는 박테리아의 군집이 피부에서 멀리 옮겨진다.

## 기능

### 마찰 감소
겨드랑이 털은 달리기, 걷기 등 팔 동작이 포함된 활동 중에 피부와 피부가 접촉되는 것을 방지한다. 음모에도 동일하게 적용된다.

### 페로몬 퍼뜨리기
겨드랑이에서는 성적 매력에 중요한 역할을 하는 자연적으로 생성되는 화학 물질인 냄새가 포함된 페로몬을 방출한다. 겨드랑이 털은 냄새를 잡아 페로몬을 더욱 강하게 만든다. 96명의 이성애 커플을 대상으로 한 2018년 연구에 따르면 로맨틱한 파트너의 자연스러운 향기를 맡으면 스트레스 해소 효과가 있는 것으로 나타났다.

## 제모의 영향

### 냄새에 미치는 영향
А 2012년 제모가 냄새에 미치는 영향에 대한 연구에 따르면 면도한 겨드랑이는 면도하지 않은 겨드랑이와 동일하게 평가되었다.

### 화학흡수
제모 결과 탈취제의 화학 흡수에 관한 2017년 연구에 따르면 최근 면도로 인해 피부가 손상된 경우 화학 흡수가 0.01%에서 0.06%로 증가한 것으로 나타났다.
알루미늄 발한제 사용과 유방암 발병 연령에 대한 2003년 연구에서는 "발한제/탈취제 사용 시 겨드랑이 면도가 유방암에 영향을 미칠 수 있다"는 잠정 결론을 내렸다.

## 문화 및 사회적 관점에서의 액모
2015년에는 액모에 염색을 하는 것이 미국의 일부 페미니스트에게 패션 트렌드가 되었다.

## 같이 보기
- 부신
- 조모증
- 사춘기
- 태너 척도
- 눈썹
- 속눈썹
- 음모 (생리학)